# Ristelen
Der Ristelen (norwegisch für Pflugschar) ist ein felsiger Gebirgskamm im ostantarktischen Königin-Maud-Land. Im Mühlig-Hofmann-Gebirge ragt er 8 km südöstlich des Gipfels des Breplogen zwischen dem Vestre- und dem Austre Skorvebreen auf.
Norwegische Kartographen, die ihn auch deskriptiv benannten, kartierten ihn anhand von Vermessungen und Luftaufnahmen der Dritten Norwegischen Antarktisexpedition (1956–1960).